# Sacramentskapel Herkenrode
De Sacramentskapel Herkenrode, daterend van 1661, is een gebouwtje toegevoegd aan de oostelijk gelegen apsis van de verdwenen abdijkerk van de vroegere Abdij van Herkenrode. 

## Toelichting
De kapel is voorzien van een portaal dat een verbinding vormde met het koor van de abdijkerk. Het gebouw gebruikte men als sacristie met de benodigdheden voor de eucharistie of fungeerde als devotiekapel voor het uitgestalde Sacrament van Mirakel. Aan de binnenzijde van de koepel is de wapenspreuk, de datum en het wapen van abdis Anna Catharina de Lamboy te zien.

## Literatuur

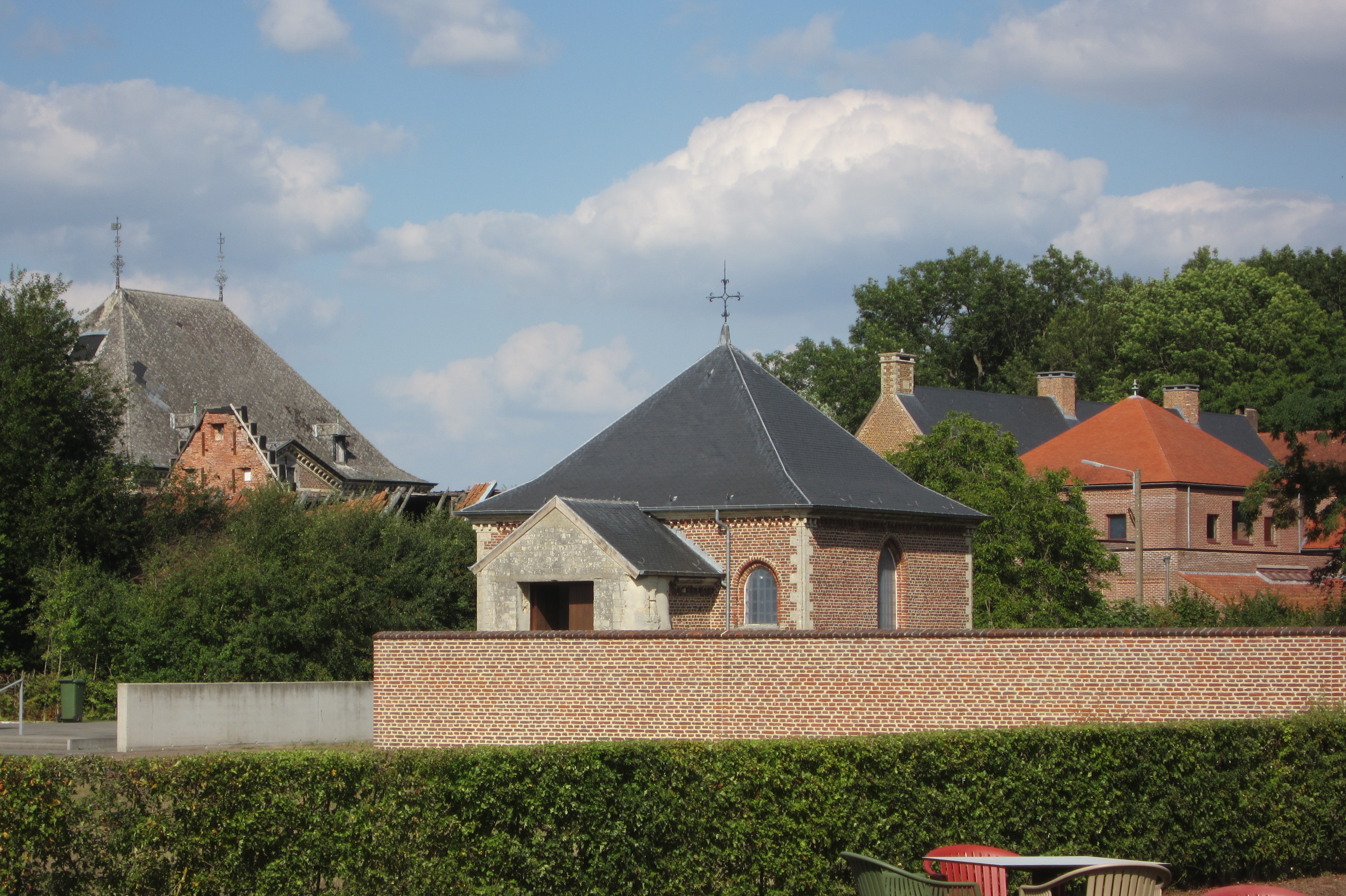
Sacramentskapel Abdij van Herkenrode, 1661, met links de oude infirmerie en rechts het nieuwe klooster met kerk.
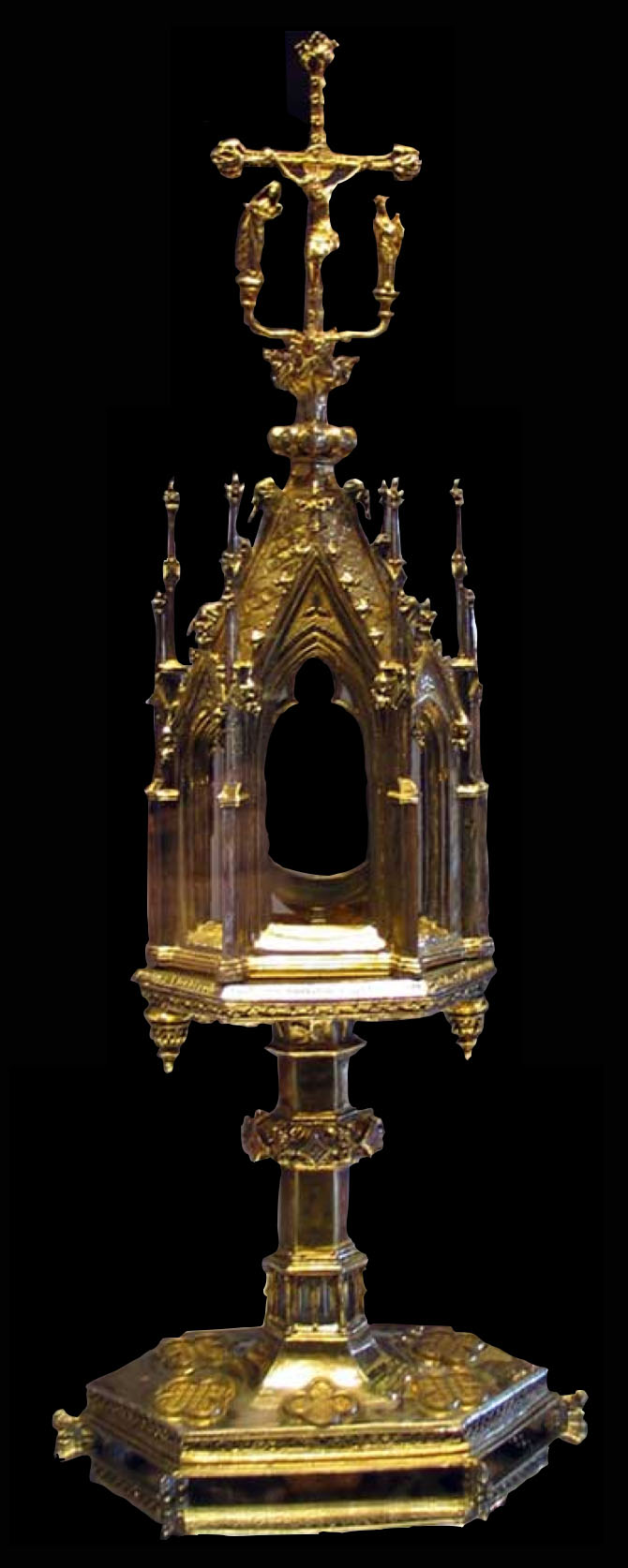
Monstrans (1286), uit Abdij van Herkenrode.
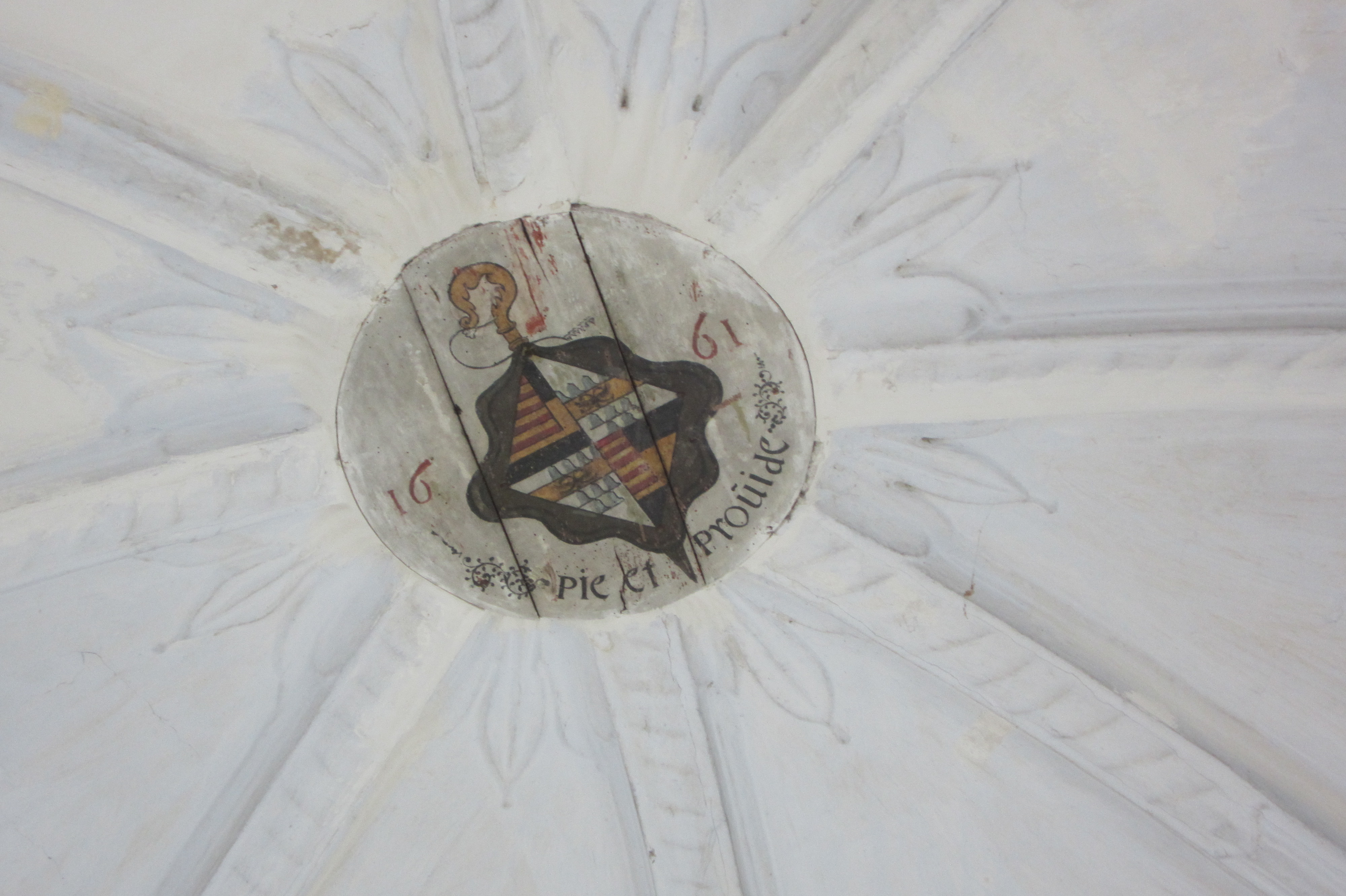
Wapen abdis Anna Catharina de Lamboy in koepel Sacramentskapel, 1661.